# Seznam politických stran v Kolumbii
Kolumbijská republika je unitární prezidentská republika, kterou konstituce definuje jako sociální právní stát s decentralizovaným řízením a částečnou autonomií regionů. Toto je seznam politických stran.

## Strany
| Název strany                        | Ideologie                           |
| ----------------------------------- | ----------------------------------- |
| Liberální strana                    | sociální liberalismus               |
| Konzervativní strana                | národní konzervatismus              |
| Sociální strana národní jednoty (U) | liberální konzervatismus, Uribismus |
| Polo Democratico                    | Sociální demokracie                 |
| Cambio Radical                      | konzervatismus                      |

## Ostatní strany
- Kolumbijská strana zelených
- Kolumbijská komunistická strana
- El Movimiento Progresista
- Strana národní integrace
- Polo Democrático Alternativo
- Mira